# Tattooed Man
Tattooed Man (Hombre tatuado en español) es el nombre de dos personajes ficticios y un supervillano y unos de los enemigos del Linterna Verde Hal Jordan.
Una versión de Tattooed Man llamado Tattoo Man apareció como un personaje recurrente en la serie de televisión de Arrowverso Black Lightning, interpretado por William Catlett. Esta versión del personaje fue nombrada Latavius "Lala" Johnson.

## Historial de publicaciones
El primer Tattooed Man apareció por primera vez en Green Lantern (vol. 2) #23 (septiembre de 1963) y fue creado por Gardner Fox y Gil Kane.

## Biografía ficticia

### Abel Tarrant
Abel Tarrant era un marinero con base en Ciudad Costera que se dedicó al robo. Durante uno de sus atracos, estuvo expuesto a un montón de sustancias químicas misteriosas que lo dejaron con la capacidad mental de crear objetos reales a partir de las sustancias químicas. Cuando regresó del robo, se tatuó usando los químicos para tener siempre los químicos cerca de él. Algunas de las formas que pudo conjurar de sus tatuajes fueron un hacha, un escudo, un cañón y un dragón. Tattooed Man originalmente tenía la ventaja contra Green Lantern porque la base de los químicos era amarilla (aunque los tatuajes en sí mismos generalmente se mostraban como púrpura). El Gladiador Esmeralda finalmente venció a Tattooed Man al hacer que se concentrara en más de uno de sus tatuajes. Tattooed Man regresaría, sin embargo, como miembro de Injustice Gang. Si bien anteriormente solo se había tatuado los brazos (para poder ocultarlos debajo de una camisa), en este momento se ha tatuado gran parte de su cuerpo, incluida la cara. Tarrant caería junto con el resto de Injustice Gang, y sus actividades permanecerían misteriosas durante algún tiempo. Finalmente, se pensó que Tarrant había sido asesinado por la mafia Goldface por tratar de estafarlos. Obviamente sobreviviendo, años más tarde se reformaría como artista del tatuaje viéndose obligado involuntariamente a luchar contra Guy Gardner.
Tattooed Man apareció más tarde en el funeral de Hal Jordan.
Aún más tarde, asistiría al funeral del excompañero de equipo de Injustice Gang, David Clinton, alias Chronos. Mientras que Clinton le dejó a Tarrant su Mustang de 1965, lo que realmente quería era el equipo de viaje en el tiempo de Clinton. Forzando el secreto del viaje en el tiempo de Walker Gabriel, intentó sin éxito disuadirse de convertirse en el Hombre Tatuado, antes de que Walker lo arrastrara de regreso al presente.
Hizo una aparición en Villains United: Infinite Crisis Special #1 tratando de escapar de Alcatraz solo para ser detenido por Arsenal.
Resurgió como miembro del Escuadrón Suicida diciendo que, a pesar de su intento de reforma, no podía escapar de su pasado y estaba molesto porque el nuevo Tattooed Man había sido aceptado en la Sociedad. Aparentemente, Amo de los Espejos y Jewelee lo mataron cuando resultó que traicionó al Escuadrón a la Sociedad y causó la muerte del esposo y compañero en el crimen de Jewelee, Punch.
En la secuela de Watchmen, Doomsday Clock, Tarrant se encuentra entre los villanos que asisten a la reunión clandestina organizada por Riddler que habla sobre la teoría de Superman. Afirma que Sanctuary "arruinó" a Mark Richards.

### John Oakes
El segundo Tattooed Man fue John Oakes, el personaje principal de la serie Vertigo Skin Graft: The Adventures of a Tattooed Man de Jerry Prosser y Warren Pleece. Oakes apareció por primera vez en Skin Graft #1 (julio de 1993).
John Oakes, compañero de celda de Abel Tarrant, aprendió el arte del tatuaje, con un toque sobrenatural, de su compañero de prisión. Después de ser liberado de la cárcel, Oakes se enteró de que sus extraños tatuajes eran una maldición y una bendición, ya que sus tatuajes ahora abrían "puertas" arcanas y podían atrapar involuntariamente a las personas como "tatuajes" en su propio cuerpo. Estudiando más para el maestro Irezumi Kobo en Kioto, Oakes aprendió a controlar sus extrañas habilidades y finalmente derrotó tanto a Tarrant como al 'asesino de tatuajes' Mizoguchi Kenji absorbiéndolos. Sin embargo, la amada Yuko de Oakes también murió en la batalla, lo que lo llevó a hacerla parte de sí mismo.

### Mark Richards
El tercer Tattooed Man tuvo su primera aparición en Green Lanten (vol. 4) #9. Mark Richards era un ex marine estadounidense que desapareció después de que su helicóptero se estrellara hace unos años. Se suponía que estaba muerto hasta que apareció en Gotham City como asesino a sueldo. Afirmó que los tatuajes que cubrían su cuerpo eran los pecados de los hombres que había matado y que por el arte de "injertar pecados", que había aprendido de la nación de Modora, en el que toma los pecados de otros y se los pone. él mismo, afirmó estar redimiendo a los hombres y mujeres que mató. Todas sus víctimas tenían tatuajes de sus pecados. Eventualmente fue detenido por Green Lantern y Batman.
En Infinite Crisis, Mark se convierte en miembro de la Sociedad.
Aparece como uno de un grupo de villanos que buscan evitar ser enviados al planeta prisión.
En Trinity, la realidad se ve alterada por la eliminación de Superman, Batman y Wonder Woman. En este mundo, los reclutas de Morgaine Le Fay, Dreambound, reclutan a Richards para reemplazar a uno de los caídos. Se convierte en Sun-Chained-In-Ink y adquiere la capacidad de controlar los asombrosos poderes del sol: calor, luz y gravedad. A medida que avanza la serie, a Richards le desagrada Dreambound, considerándolos "perdedores". La realidad finalmente comienza a volver a la normalidad y el Sun-Chained-In-Ink original resucita, separando a Richards de sus nuevos poderes. Todavía se alía con Le Fey y Despero cuando el Sindicato del Crimen ataca.
En Final Crisis, se le ve por primera vez llevando al detective Dan Turpin de Metropolis a la entrada del Dark Side Club. En el cuarto número, él y su familia son sobrevivientes de Anti-Life, escondidos en una escuela abandonada de los Justificadores de Darkseid. Su esposa envía una señal para ser rescatada por los héroes sobrevivientes. Black Lightning aparece para salvarlos y, antes de ser capturado, le pide a Mark que entregue "El Circuito" al Salón de la Justicia. Mientras su familia es llevada a una Atalaya de Jaque Mate, él se une a los sobrevivientes en el Salón donde se tatúa el circuito en su piel, volviéndola plateada con símbolos que recuerdan al Nuevo Dios Metrón. En el sexto número, Mark está en el satélite JLA con los demás sobrevivientes. Mirando hacia la tierra con asombro, Mark decide no volver a dar por sentado sus poderes, lo que lleva a Canario Negro a nombrarlo miembro honorario de la Liga de la Justicia. Luego, el satélite es atacado por Justifiers y Black Lightning con lavado de cerebro, y Mark descubre que el circuito lo protege de los efectos de la Ecuación Anti-Vida.
En Final Crisis Aftermath: Ink, se muestra a Richards intentando ser un héroe en su vecindario de Washington D. C., Liberty Hill. Choca con las pandillas del vecindario y los policías corruptos mientras trata de mantener unida a su familia. Mientras tanto, dos de sus tatuajes, un samurái llamado Kabuki Dan y un demonio llamado Altera, cobran vida y comienzan a actuar sin el consentimiento de Richards. Se revela que esto es el resultado del supervillano detrás de las pandillas y la policía: Sync, el propio hermano de Richards a quien todos creían muerto hace mucho tiempo. Finalmente, Richards se da cuenta de que Altera y Kabuki Dan son solo aspectos de su propia mente. Trabajando juntos, los tres pueden confundir los poderes de control mental de Sync y vencerlo.
En el evento Brightest Day de DC, Mark aparece como miembro del nuevo equipo de Titanes de Deathstroke. Deathstroke lo convence de unirse y se ofrece a ayudarlo a localizar a Slipknot, la persona responsable de asesinar a su hijo. Después de una fuga en Arkham Asylum, Richards estaba a punto de dejar su equipo hasta que Deathstroke revela que ha capturado a Slipknot para él. Deathstroke les permite a los dos luchar hasta la muerte, con Richards ganando después de decapitar a Slipknot. Después de este acto, Richards abandona el equipo de Deathstroke, declarando que ya no quiere matar. Cuando Richards regresa a Liberty Hill, descubre que su antiguo vecindario le tiene miedo y los pandilleros han obligado a los ciudadanos e incluso a la policía a limpiar el área. Su ex asistente le explica que han tomado el control de la comunidad y se han hecho una fortuna a través del crimen. Luego, Richards es confrontado por Vixen, quien creía que él era responsable de los actos de violencia cometidos por sus antiguos matones. Vixen rescinde su oferta de ser miembro de la Liga de la Justicia y ataca a Richards. Después de una pelea brutal, Vixen se rinde voluntariamente y Richards acepta dejarla y cuidar su vecindario a su manera. Richards luego se reincorpora a los Titanes de Deathstroke. Al regresar al laberinto, Deathstroke les revela que los elementos que recolectaron los titanes se usaron para formar una máquina de curación llamada "Dispositivo de Matusalén", destinado a restaurar a su hijo moribundo, Jericho. Después de curar a Jericho, Deathstroke declara que la máquina también puede resucitar a los muertos, incluido el hijo de Richards. Richards inicialmente acepta, pero después de que Cinder declara que el dispositivo Matusalén es una maldición, se une a ella y al Arsenal en la lucha contra los otros titanes para destruirlo. Después de que Cinder se sacrifica para destruir el Dispositivo Matusalén, Richards regresa a casa.
En 2011, DC Comics reinició el Universo DC como parte de "The New 52". Durante la historia de Forever Evil, Tattooed Man aparece como miembro del Sindicato del Crimen de América, la encarnación de la Sociedad Secreta de Supervillanos. A raíz de la derrota del Sindicato del Crimen, se lo vio con sus miembros cuando la Liga de la Justicia los detuvo.
Durante la historia de Heroes in Crisis, Tattooed Man se muestra como un paciente en Sanctuary. Estuvo entre los muertos cuando Wally West perdió el control de la Speed Force que fue causada por Savitar lo suficiente como para desatar una explosión.
En la secuela de Watchmen, Doomsday Clock, Abel Tarrant mencionó lo que le sucedió a Mark en la reunión de villanos.

## Poderes y habilidades
Cada una de las versiones de Tattooed Man puede dar vida a sus tatuajes.

## Ediciones recopiladas
- Final Crisis: Submit one-shot
- Crisis Aftermath: Ink (collects Crisis Aftermath: Ink #1-6)
- Titans: Villains for Hire (collects Titans (vol. 2) #24-27 and Titans: Villains for Hire Special #1)

## Otras versiones

### Flashpoint
En la línea de tiempo alternativa del evento Flashpoint, Tattooed Man es miembro de los piratas de Deathstroke. Después de la emboscada de Aquaman y Amo del Océano, Tattooed Man fue apuñalado por la lanza de Amo del Océano. Cuando Scavenger abre fuego contra Aquaman, lo esquiva y el bláster destroza a Tattooed Man.

## Personajes similares
- Una mujer llamada "Tattoo" apareció en el cómic Aztek como parte de un grupo financiado por Lex Luthor llamado "Dial V for Villain". Mostró poderes similares a los de Abel Tarrant.
- Un matón sin poderes llamado "Tattoo" aparece como miembro de la False Face Society.[28]
- Una joven llamada "Pix" apareció en Batman: Gotham Knights. Sus poderes eran prácticamente idénticos a los de Tattooed Man, pero sus poderes eran de origen nanotecnológico en lugar de exposición química. Ariadne Pixnit es una artista de vanguardia que usó nanobots en pinturas para programarlas para que formaran lo que ella quería. Después de ser golpeada y violada por una pandilla de matones callejeros, Pinxit se disfrazó de trabajadora de un salón de tatuajes, diseñando tatuajes letales que "da vida" a través de la computadora para matar a todos los miembros de la pandilla.
- Un personaje llamado "Abel Terror" representa a un hombre tatuado de circo en la expansión Freakshow del juego Horrorclix.
- Durante The New 52, una mujer llamada "Tats" lucha contra Power Girl.[29]

## Apariciones en otros medios

### Televisión
- La versión de Abel Tarrant de Tattooed Man aparece en Liga de la Justicia Ilimitada. Tattooed Man ayudó a la Legión en el asalto a Ciudad Gorila. Cuando apareció la Liga de la Justicia, Batman golpeó brevemente a Tattooed Man. También fue testigo cuando Flash, en el cuerpo de Lex Luthor, se dirigió a la Legión.
- La versión de Mark Richards de Tattooed Man aparece en el episodio de Batman: The Brave and the Bold, " Scorn of the Star Sapphire!", con la voz de Michael Jai White. Parece robar un banco en Coast City, pero Batman y Green Lantern lo persiguen y lo derrotan antes de llevarlo a la policía.
- La versión Flashpoint de Mark Richards aparece en Justice League: The Flashpoint Paradox.
- La versión de Abel Tarrant de Tattooed Man aparece en el cómic relacionado con Linterna Verde: la serie animada en el número 4 "Tattooed You".[30] Hace algún tiempo, por métodos desconocidos, Abel tenía tinta radiactiva que podía dar vida a sus tatuajes. Lo usó para sus actividades delictivas, pero Green Lantern se enfrentó a él y lo llevó a la cárcel, donde le quitaron los tatuajes, pero tenía un alijo oculto que le dio a un empleado de la tienda de tatuajes. Después de escapar de la prisión, regresó a la tienda de tatuajes y recibió cuatro tatuajes nuevos (uno de los tatuajes era un símbolo de corazón como recordatorio de su madre). Después de que salió de la tienda de tatuajes, Green Lantern lo confrontó, pero Abel rápidamente usó sus tatuajes (un león, Major Trouble (un súper soldado al estilo Capitán América) y un robot de juguete inteligente) para distraer a Green Lantern y escapar. En un mercado quería encontrar gladiolos, pero no pudo conseguirlos, mientras que poco después se enfrentó a Green Lantern una vez más. Hal lo derrotó usando sueros para cambiar sus tatuajes, pero antes de que lo enviaran a la cárcel, Abel recibió ayuda de Green Lantern para conseguir unos gladiolos para regalarle a su madre por su cumpleaños; el cuarto tatuaje que poseía.
- La versión de Mark Richards de Tattooed Man aparece como estudiante de fondo en DC Super Hero Girls.
- Una variación de Tattooed Man llamada Tattoo Man aparece como un personaje recurrente en la primera temporada de Black Lightning, interpretado por William Catlett. Esta versión del personaje se llama Latavius "Lala" Johnson, un exalumno de Jefferson Pierce y actual miembro de 100 Gang. Después de ser asesinado por Tobias Whale por sus repetidos fracasos para matar a Black Lightning, fue reanimado por medios desconocidos. Como efecto secundario, se ve obligado a ver los fantasmas de aquellos a los que mató y sus rostros se tatúan a la fuerza en su cuerpo. Además, la frase "el diablo reparte las cartas" lo obliga a volverse obediente a Whale. Después de revelar este renacimiento a Latavius y llamarlo "Hombre del tatuaje", Whale lo usó como mula bomba en un complot para matar al agente de ASA Martin Proctor. Este plan fracasó cuando dos agentes de ASA fallecieron mientras Martin es evacuado de manera segura de la sala de interrogatorios. En la temporada 2, Lala luego regresa de entre los muertos y se enfrenta a Pierce para preguntarle sobre su viejo amigo Earl, quien fue asesinado. A pesar de algunas discusiones entre sus fantasmas, Lala se entera de que Earl fue asesinado momentos después de que fue a la policía sobre los 100 y que él fue quien lo mató. Al salir, ve el fantasma de Earl cuando su tatuaje se manifiesta en la parte izquierda de su abdomen. Mientras recuerda cómo Lazarus Prime, un forense con un hacha para moler contra Whale, lo recompuso, Lala planea redimirse vengándose de Tobias. En el final de la temporada 2, Lala salva a Black Lightning disparandoHeatstroke y se enfrenta a Tobias después de que Cutter lo dejó. Si bien "el diablo reparte las cartas" ya no funciona con él, Whale cita "E pluribus unum", lo que hace que los tatuajes de las víctimas de Lala emerjan sobre él y lo incapaciten dolorosamente. En la tercera temporada, Lala se ha recuperado con el maletín en su poder. Comienza otro intento de vengarse de Tobias Whale mientras obtiene el control de los restos de los 100. Lala descubre que Lady Eve está operando en su territorio. En una reunión posterior, revela que se le ocurrió la programación utilizada en Lala, incluida otra que lo hace obediente. En el final de temporada, el sirviente de Lady Eve, Destiny, hace que Lala dirija a los remanentes de los 100 para que ayuden en la lucha contra los soldados invasores markovianos.

### Cine
- Según los informes, la versión de Abel Tarrant también aparece en el guion de David S. Goyer para un proyecto cinematográfico no producido de Green Arrow titulado Super Max.[31]
- Se adapta una encarnación del personaje y aparece en DC Extended Universe interpretado por Lonnie "Common" Lynn en la película de 2016, Suicide Squad. El personaje es representado como un secuaz del Guasón, a quien mata después de hacer comentarios codiciosos sobre Harleen Quinzel/Harley Quinn. El personaje aparece como Monster T en los créditos de la película.